# Windsor, Queensland
Windsor är en stadsdel i Brisbane i Australien. Den ligger i regionen Brisbane och delstaten Queensland.
Runt Windsor är det mycket tätbefolkat, med 1 956 invånare per kvadratkilometer.. Närmaste större samhälle är Brisbane, nära Windsor. 
Runt Windsor är det i huvudsak tätbebyggt. Genomsnittlig årsnederbörd är 1 434 millimeter. Den regnigaste månaden är januari, med i genomsnitt 283 mm nederbörd, och den torraste är oktober, med 22 mm nederbörd.